# Адский ветряк
«Адский ветряк» (Адский ветер; кит. 龍虎門, букв. Врата дракона и тигра) — гонконгский фильм с боевыми искусствами.

## Сюжет
Два молодых парня, Сиу Фу и Сэк Хаклун, раскрывают заговор бандитов, целью которых стала продажа местных жителей в качестве рабов в страны Юго-Восточной Азии. Пытаясь помешать торговле невинными людьми, они случайно убивают одного из главных бандитов. В результате, отца и учителя кунг-фу старшего парня убивает Лоу Саньтоу, который является наиболее сильным и опасным бойцом в Южном Китае. Друзьям удаётся сбежать от Лоу и укрыться у учителя Сэк Хаклуна. В попытке обуздать желание мальчиков отомстить, старый учитель объясняет, как он однажды дрался с Лоу, но был искалечен, и проиграл. Тем не менее, решимость ребят заставляет старика научить их стилям «Кулак Белого Дракона» и «Техника Весла». В конце концов они применяют боевые навыки в бою с Лоу.

## В ролях
| Актёр        | Роль              |
| ------------ | ----------------- |
| Ман Юньмань  | Сиу Фу            |
| Ман Хой      | Сэк Хаклун        |
| Джейсон Бай  | Чхин Маньлэй      |
| Хван Чжон Ри | Лоу Саньтоу       |
| Ип Фэйён     | Тиу И             |
| Сюй Ся       | учитель Чхёй      |
| Квон Ён Мун  | Сэк Пуньлэй       |
| Лау Хокнинь  | учитель Вон Фукфу |
| Лэй Чхёньва  | Мускулы           |

## Съёмочная группа
- Компания: Yuk Long Movies Co., Ltd.
- Продюсер: Тони Вон, Вон Имкуон
- Режиссёр: Лу Цзюньгу, Тони Вон
- Ассистент режиссёра: Чань Хэй, Чань Манькхюнь, Мак Куокхонь
- Постановка боевых сцен: Кори Юнь[кит.], Сюй Ся, Бренди Юнь, Юнь Сёньи, Чинь Ютсан
- Художник: Джонатан Тин
- Монтажёр: Пхунь Хун
- Грим: Лай Сютфэй
- Оператор: Ма Куньва
- Композитор: Фрэнки Чань[кит.]

## Выход в прокат
Премьера фильма состоялась 5 июля 1979 года в Гонконге. За восемь дней гонконгского проката картина собрала полтора миллиона гонконгских долларов и по итогам года там же заняла 29 место по кассовым сборам.

## Отзывы
Майк Хиню в рецензии на сайте Kung-fu Kingdom назвал фильм культовой классической комедийной драмой и оценил картину в 7,5 баллов из 10 возможных.